# Margarethe von Durazzo
Margarethe von Durazzo (italienisch Margherita di Durazzo; * 28. Juli 1347; † 6. August 1412 in Acquamela) war Königin von Neapel (1381–1386) und Ungarn (1385–1386). Nach der Ermordung ihres Gatten Karl III. von Neapel übte sie von 1386 bis 1393 die Regentschaft für ihren minderjährigen Sohn Ladislaus aus.

## Leben
Margarethe war die vierte Tochter von Karl, Herzog von Durazzo, und seiner Gemahlin Maria von Kalabrien. Sie hatte einen jung verstorbenen Bruder Ludwig und drei ältere Schwestern. 1348 ließ der ungarische König Ludwig I. Margarethes Vater hinrichten, woraufhin Maria von Kalabrien mit ihren Töchtern, darunter auch Margarethe, nach Avignon floh.
Am 24. Januar 1370 fand in Neapel Margarethes Hochzeit mit ihrem Cousin Karl von Durazzo statt. Dessen Vater Ludwig von Durazzo und Margarethes Vater waren Brüder. Nach ihrer Eheschließung lebte Margarethe mit ihrem Gemahl in Ungarn. Von 1376 bis 1380 residierte sie in Neapel. Das Paar hatte drei Kinder:
- Maria (1370–1371)
- Johanna II. (1373–1435), Königin von Neapel 1414–1435
- Ladislaus (1376–1414), König von Neapel 1386–1414.

Nachdem Papst Urban VI.  1380 die kinderlose Johanna I. wegen deren Unterstützung des Gegenpapstes Clemens VII. als Königin von Neapel für abgesetzt erklärt hatte, investierte er am 1. Juni 1381 Margarethes Gatten als Karl III. zum Nachfolger Johannas. Truppen von Margarethe und ihrem Ehemann nahmen nun das Königreich Neapel ein. Das Paar wurde am 25. November 1381 durch Kardinal Gentile di Sangro gekrönt. Bald erhielt es aber in Ludwig I. von Anjou Konkurrenz, den Johanna zu ihrem Adoptivsohn und Erben gemacht hatte. Bevor Karl III. am 18. April 1384 aus Neapel abreiste, um sein Reich gegen den Einfall Ludwigs zu schützen, ernannte er Margarethe zur Regentin. Diese Stellung bekleidete sie bis Januar 1385. Ludwig von Anjou war zwar im September 1384 verstorben, aber Karl III. hatte sich auch mit Urban VI. verfeindet, der ihn und seine Gemahlin deshalb im Januar 1385 exkommunizierte.
Im September 1385 machte sich Karl III. nach Ungarn auf, um auch die Krone dieses Reichs zu erringen. Wieder ließ er Margarethe, die ihm von diesem Schritt abgeraten hatte, als Regentin Neapels zurück. In der Folge erzwang er die Abdankung der Königin Maria und wurde am 31. Dezember 1385 selbst zum König von Ungarn gekrönt, jedoch bereits im Februar 1386 auf Anstiften von Marias Mutter Elisabeth von Bosnien ermordet. 
Die so zur Witwe gewordene Margarethe, die in den ihr verbleibenden 26 Lebensjahren keine zweite Ehe mehr einging, übte nun die vormundschaftliche Regierung für ihren minderjährigen Sohn Ladislaus aus. Ihre Herrschaft wurde aber durch die von Ludwig II. von Anjou auf die Krone Neapels geltend gemachten Ansprüche sowie durch aufrührerische Große bedroht. Im Juli 1387 floh sie mit Ladislaus in das feste Gaeta. Zwischen dem neuen Papst Bonifatius IX. und Margarethe kam es dann zu einem Friedensschluss, und mit der Hilfe des Kardinals Angelo Acciaioli konnte Margarethe bis Juli 1393 weiterhin als Regentin fungieren.
In ihren letzten Lebensjahren zog sich Margarethe zuerst nach Salerno und daraufhin nach Acquamela zurück, wo sie 1412 an der Pest starb. Sie war eine fromme Katholikin geworden und wurde in der Kathedrale von Salerno beigesetzt.